# فرانز كرومر
فرانز كرومر بالإنجليزية František Krommer والتشيكية František Vincenc Kramář مؤلف موسيقي تشيكي.
فرانز كرومر يعد أقوى خصوم بيتهوفن في أوائل القرن التاسع عشر، ولاقت رباعياته الوترية تقديرًا كبيرًا: وقارن معاصروه بينها وبين رباعيات هايدن الوترية. مع ذلك، في العقود التي تلت وفاة كرومر في 1831، قلت شهرته جزئيًا بسبب بيتهوفن. وعامل آخر منع شهرة كرومر على مر السنوات هو اختلاف طريقة كتابة اسمه. فبدلًا من استخدام اسمه الألماني فرانز كرومر، دائمًا يظهر اسمه بالشكل التشيكي للاسم وهو فرانتيسك كرامار.

## حياته
ولد كرومر في بلدة كامنتز المورافية، أظهر موهبة غير مألوفة في سن مبكرة وبدأ دراساته في 1774 على آلة الكمان والأرغن مع عمه أنطون ماتياس كرومر، الذي كان مؤلفًا موسيقيًا وقائد جوقة المرتلين في توران. خلال عمه، أصبح كرومر عازف أرغن بشكل مؤقت في توران في عام 1777 أو 1778. من سنوات دراسته مع عمه حتى نحو 1785، تعلم كرومر نظرية الموسيقى والتأليف. سافر إلى فيينا في عام 1785، لكنه لم يتمكن من إيجاد وظيفة ثابتة خلال هذه العام الذي قضاه هناك. حصل على تعيين كعازف كمان في أوركسترا بلاط دوق ستيرام في سيمونتورنيا (الآن هي جزء من المجر) في نحو 1786. رغم أن أعمال كرومر الأولى الباقية يرجع تاريخها إلى أوائل 1790، ينتمي بعضها بالفعل لهذه الفترة بما أنه سعى لنشرها بعد سنوات من تأليفها. في عام 1788، تم تعيين كرومر مديرًا موسيقًا لأوركسترا الدوق لكنه ترك الوظيفة في عام 1790 ليصبح قائد الأوركسترا في كاتدرائية بيكس. كما تلقى تكليفات في بلاطين أصغر حجمًا كقائد أوركسترا بداية من عام 1793. عاد لفيينا في عام 1795، حيث يعتقد أنه كمؤلف ازدادت شهرته سعى لتدريس التأليف الموسيقي على مدار الثلاثة أعوام التالية. في عام 1798، تم تعيينه قائد الأوركسترا في بلاط الدوق إجناتز فوش حيث ظل في منصبه حتى عام 1810. اتضح أن فترة الإثني عشر عامًا كانت فترة خصبة بالنسبة لكرومر حيث تم نشر أوائل سيمفونياته وأعماله للكونشرتو وحوالي 50 من رباعياته الوترية التي بلغ عددها 70. في عام 1811، قبل كرومر وظيفة قائد فرقة باليه في مسرح فيينا. بعد أربع سنوات، قبل وظيفة قائد موسيقى الحجرة للإمبراطور فرانز الأول التي تطلبت الكثير من السفر.اصطحب كرومر حاكم الهابسبرج للعديد من المدن الأوروبية في فرنسا وإيطاليا على مدى العامين التاليين. في عام 1818 تم ترقية كرومر لمنصب مؤلف البلاط ومدير موسيقى الحجرة لدى فرانز الأول حيث خلف ليوبولد كوزلوش. شغل هذه الوظيفة حتى وفاته في عام 1831. خلال هذه الفترة النهائية، قل إنتاجه الإبداعي: رغم أن آخر عشر سيمفونيات كتبها ظهرت، لم يكتب إلا القليل من الرباعيات الوترية وأعمال موسيقية أخرى. من الناحية الأسلوبية، عكست موسيقى كرومر روح هايدن وموتسارت أكثر من بيتهوفن. كتب عدة أعمال في معظم القوالب لكنه لم يكتب أعمال للأوبرا والليدر.

## روابط خارجية
- فرانز كرومر على موقع ميوزك برينز (الإنجليزية)
- فرانز كرومر على موقع أول ميوزيك (الإنجليزية)
- فرانز كرومر على موقع ديسكوغز (الإنجليزية)